# Батальйон «Монако»
Батальйон «Монако» — символічна назва українських політиків, державних службовців, депутатів Верховної Ради України, впливових бізнесменів та інших можновладців (і членів їхніх сімей), що виїхали за кордон до, або під час бойових дій між Україною та Російською Федерацією. Походить вона від заголовків матеріалів-розслідувань журналіста видання «Українська правда» Михайла Ткача. 3 жовтня 2022 року на ютуб каналі BIHUS info вийшло продовження, де підтвердили, що всі депутати втікачі продовжують отримувати заробітну плату від держави, а деякі з депутатів, що підтримували російську риторику, залишаються членами Верховної Ради. 

## Історія

### Передумова появи «батальйону»
Фігуранти вищеназваних журналістських розслідувань покинули Україну за кілька днів (в окремих випадках — тижнів) до російського вторгнення 24 лютого 2022 року або після введення воєнного стану відповідно до Указу Президента від 24 лютого 2022 року № 64/2022. Незабаром фото та відео їх розкішного життя на курортах Монако, Монте-Карло, Ніцци та інших курортних містах, які були виявлені внаслідок публікацій у соцмережах родичами фігурантів в соціальних мережах, дуже сильно обурили українське суспільство.

### Перелік фігурантів
Загалом було опубліковано імена 84 фізичних осіб, серед яких є і люди, яких вважають в Україні VIP-персонами, і їх найближчі родичі. 
| Прізвище ім'я по батькові    | Чим відомий | Куди та коли виїхав після початку війни | Коли повернувся |
| ---------------------------- | --- | --- | --- |
| Столар Вадим Михайлович      | Підприємець та політик, нардеп 6-го та 9-го скликань.                                                           | Помічений у маєтку в Ніцці. Виїхав за кілька днів до вторгнення. Стверджує, що займається у Європі благодійністю на користь українців. | Перебував за кордоном до січня 2023 року. Однак 12 січня вперше після початку війни відвідав засідання парламенту України. Наприкінці травня 2023 року знову покинув територію України. |
| Суркіс Ігор Михайлович       | Олігарх, футбольний функціонер.                                                                                 | 26 лютого 2022 року брати Суркіси перетнули митний пост Вилок. Згодом, 22 квітня 2022 року, Григорія Суркіса було затримано на пункті пропуску Краківець з формальних причин, однак його відпустили. За даними ЗМІ, мешкають брати в Монте-Карло. | Час від часу відвідують Україну. |
| Суркіс Григорій Михайлович   | Футбольний функціонер, підприємець та політик, нардеп 3-го, 4-го та 9-го скликань. Брат Ігоря Суркіса.          | 26 лютого 2022 року брати Суркіси перетнули митний пост Вилок. Згодом, 22 квітня 2022 року, Григорія Суркіса було затримано на пункті пропуску Краківець з формальних причин, однак його відпустили. За даними ЗМІ, мешкають брати в Монте-Карло. | Час від часу відвідують Україну. |
| Єрмолаєв Вадим Володимирович | Український бізнесмен, офіційний мільйонер.                                                                     | Помічений у Монако. Час виїзду з України невідомий. | Перебуває за кордоном. |
| Абрамович Ігор Олександрович | Політик, нардеп 9-го скликання, заступник голови Комітету ВРУ з питань фінансів, податкової та митної політики. | Залишив Україну за кілька днів до повномасштабного вторгнення. На час вторгнення перебував у Монако на віллі свого товариша — російського банкіра Бориса Давлетьярова (брата Рената Давлетьярова). Також помічений у Ніцці.                       | Перебував за кордоном до січня 2023 року. Вже 12 січня відвідав засідання парламенту України.                                                                                           |

Згодом перелік впливових людей, що покинули Україні під час війни, збільшився завдяки іншим публікаціям сайту «Українська правда», програми «Схеми: корупція в деталях» та низці повідомлень та статей в різноманітних ЗМІ, які підхопили цю тему. 
VIP-особи, які не увійшли до переліку оригінальної публікації, однак також покинули Україну під час війни:
| Прізвище ім'я по батькові           | Чим відомий | Куди та коли виїхав після початку війни | Коли повернувся          |
| ----------------------------------- | --- | --- | ------------------------ |
| Жеваго Костянтин Валентинович       | Український бізнесмен, виконавчий директор Ferrexpo, бенефіціар банку Фінанси та Кредит. А також нардеп 3-го, 4-го, 5-го, 6-го, 7-го та 8-го скликань. | Час виїзду невідомий. Журналісти ідентифікували його в серпні 2022 року на власній яхті «Z» У бухті Монако. 27 грудня 2022 року був затриманий французькими правоохоронцями у французькому курортному містечку Куршевелі, однак вийшов під заставу розміром мільйон євро. | Перебуває за кордоном.   |
| Льовочкін Сергій Володимирович      | Український політик, екс-голова Адміністрації Президента України, нардеп 6-го скликання.                                                               | Залишили Україну ще 10 лютого і, ймовірно, проживають на родинній віллі на півдні Франції. Обоє декілька місяців не відвідували засідання парламенту. | Перебувають за кордоном. |
| Льовочкіна Юлія Володимирівна       | Нардеп 6-го, 7-го, 8-го та 9-го скликання. Сестра Сергія Льовочкіна.                                                                                   | Залишили Україну ще 10 лютого і, ймовірно, проживають на родинній віллі на півдні Франції. Обоє декілька місяців не відвідували засідання парламенту. | Перебувають за кордоном. |
| Королевська Наталія Юріївна         | Колишній міністр соцполітики України (2012—2014), керівниця партії «Україна — вперед», нардеп 9-го скликання.                                          | За інформацією видання "Схеми", наразі Наталія Королевська перебуває у Німеччині. Джерела у ВР стверджують, що там вона проходить лікування. Там же знаходяться і члени її сім'ї. | Перебувають за кордоном. |
| Солод Юрій Васильович               | Нардеп 8-го скликання. Чоловік Наталії Королевської.                                                                                                   | За інформацією видання "Схеми", наразі Наталія Королевська перебуває у Німеччині. Джерела у ВР стверджують, що там вона проходить лікування. Там же знаходяться і члени її сім'ї. | Перебувають за кордоном. |
| Ярославський Олександр Владиленович | Бізнесмен, футбольний функціонер, нардеп 4-го скликання.                                                                                               | Вилетів з України 10 лютого 2022 року. Перебуває у Лондоні. Помічений разом з дружиною на їх яхті «KAISER», що дрейфує біля острова Мілос, Греція. Згодом 60-метрову яхта Kaiser Олександра Ярославського вартістю 50 мільйонів доларів журналісти помітили неподалік від Ніцци. Ярославський обіцяв продати яхту, а кошти направити на благодійність, але поки таких даних немає. | Перебуває за кордоном.   |
| Мураєв Євгеній Володимирович        | Політик, нардеп 7-го та 8-го скликань. | Перетнув українсько-угорський у травні. Наразі проживає у Відні. | Перебуває за кордоном.   |
| Рабінович Вадим Зіновійович         | Українсько-ізраїльський бізнесмен, президент холдингу RC-Group і медійної Media International Group. Політик, нардеп 9-го скликання.                   | Відлетів з України ще 3 лютого "на офіційне запрошення парламенту Ізраїлю на зустріч із парламентаріями". Назад не повернувся. | Перебуває за кордоном.   |
| Татьков Віктор Іванович             | Колишній суддя, колишній голова Вищого господарського суду України.                                                                                    | Помічений в аеропорті «Ніцца — Лазурний Берег». | Перебуває за кордоном.   |
| Волошин Олег Анатолійович           | Нардеп 9-го скликання. | 14 лютого втік з України через кордон із Білоруссю разом із дружиною Сасс Надією. На час війни подружжя перебуває в Сербії. | Перебуває за кордоном.   |
| Христенко Федір Володимирович       | Нардеп 9-го скликання. | У середині лютого 2022 року вилетів з України до Дубай. Назад не повернувся. | Перебуває за кордоном.   |
| Хомутиннік Віталій Юрійович         | Бізнесмен. Політик. нардеп 4-го, 5-го, 6-го, 7-го та 8-го скликань.                                                                                    | З початку січня 2022 року переховується в Сен-Жан-Кап-Ферра. | Перебуває за кордоном.   |
| Гельзін Владислав Григорійович      | Колишній спортсмен, футбольний функціонер, підприємець.                                                                                                | З початку січня 2022 року переховується в Сен-Жан-Кап-Ферра | Перебуває за кордоном.   |
| Трубіцин Владислав Сергійович       | Депутат Київської міськради IX скликання (партія Слуга народу)                                                                                         | Після звинувачень у корупції, 13 травня 2023 року, перетнув кордон України через пункт пропуску «Рава-Руська» | Перебуває за кордоном    |

### Реакція представників влади
Після журналістських публікацій пресслужба Державного бюро розслідувань України опублікувала наступне повідомлення:
«Працівники ДБР підтвердили місцеперебування одного з героїв цього журналістського розслідування. Він є підозрюваним у кримінальному провадженні Бюро про незаконну розтрату коштів. Наразі вживаються заходи щодо його затримання та екстрадиції до України. Документи, які наблизять його зустріч зі слідчими, вже направлені у відповідність країни ЄС» (дана характеристика відповідає К. Жеваго).
23 січня 2023 року Рада національної безпеки та оборони України вирішила, що на час воєнного стану держслужбовці можуть виїжджати за межі України виключно у службові відрядження.
27 січня 2023 року Кабінет міністрів схвалив постанову, яка забороняє на час війни виїзд чиновників за кордон без поважних причин.